# Studiolo de Gubbio
Le Studiolo de Gubbio ou studiolo de Guidobaldo de Montefeltro (en italien (studiolo di Guidobaldo da Montefeltro) est un studiolo ou cabinet de curiosités construit et décoré entre 1479 et 1482 au palais ducal de Gubbio, à la demande du duc d'Urbino, Frédéric III de Montefeltro.  
Improprement attribué au fils de celui-ci, Guidobaldo Ier de Montefeltro, il est aujourd'hui visible au Metropolitan Museum of Art de New York à la suite de son transfert en 1939. 

## Histoire
Par ses nombreuses marqueteries de bois illusionnistes, ce studiolo est comparable à celui que Frédéric III de Montefeltro avait préalablement constitué entre 1473 et 1476 dans son palais d'Urbino. 
Les dessins préparatoires sont probablement dus à Francesco di Giorgio Martini, présent à Urbino et Gubbio dans les années 1470, et les réalisations de marqueteries sont l'œuvre de l'atelier florentin de Giuliano da Maiano, avec différentes essences de bois : noyer, poirier, merisier, peuplier, chêne, mûrier, fusain...
Le thème choisi pour la décoration en marqueterie comporte : 
- dans la partie supérieure : une succession de petites portes entr'ouvertes, révélant des armoires avec des objets, et des niches avec des statues ;
- dans la partie inférieure : une frise d'ornements de toutes sortes dans chacun des panneaux, tandis que la partie inférieure imite des stalles, en regard des emplacements du dessus, des instruments de musique et d'autres objets, avec des trompe-l'œil imitant des portes ouvertes ou fermées.

Comme pour le studiolo d'Urbino, les objets représentés dans les placards font référence aux représentations symboliques des arts et des vertus (la masse d'armes de la Force, le glaive de la Justice, etc.), comme si l'usage des premiers ouvrait la voie à ces dernières. 

Volets et contenus en trompe-l'œil.
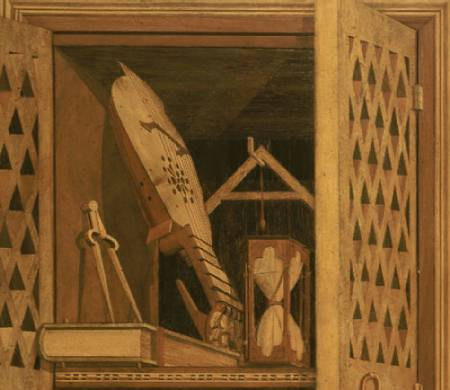
Objets-symboles de la mesure et de la proportion.
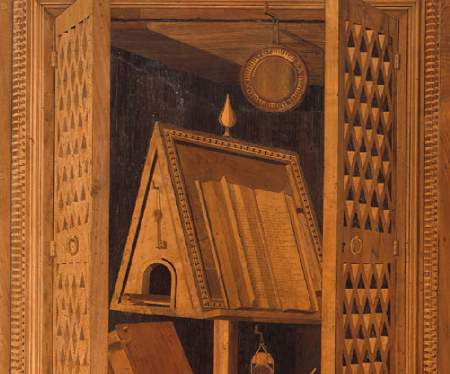
Lutrin portant l'Énéide.
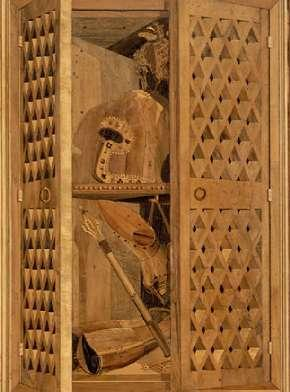
Armes et armures.
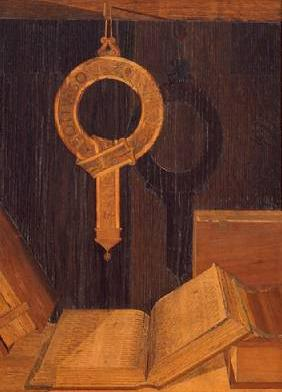
Ordre de la Jarretière au nom de Guidobaldo.

Demeuré intact au palais de Gubbio jusqu'en 1874, les panneaux du studiolo sont alors démontés, avant d'être acquis en 1879 par le prince Filippo Massimo Lancellotti pour sa villa de Frascati. Revendu en 1937 à Adolph Loewi, un marchand d'art allemand, le studiolo est déplacé à Venise, avant que le Metropolitan Museum of Art de New York ne s'en porte acquéreur en 1939.